# ゼーラント州

ゼーラント州
Provincie Zeeland

ゼーラント州（ゼーラントしゅう、Zeeland [ˈzeːlɑnt] ( 音声ファイル)）は、オランダ南西部の州。州都はミデルブルフ。北東は南ホラント州、東は北ブラバント州。南はベルギーのオースト＝フランデレン州・ウェスト＝フランデレン州と隣接する。ほとんどが島嶼や半島からなるため、「海の国」を意味する州名がつけられた。
州内の大部分は海抜ゼロメートル地帯で、1953年の北海大洪水をはじめ、幾度となく水害に見舞われてきた。特にドイツ人のあいだで観光地として人気で、夏には人口が2倍から4倍になる地域もある。

## 州名
標準的なオランダ語発音を片仮名で表記すると「ゼーラント」となり、日本語の慣用としてもこの表記はよく使われている。しかし、日本語表記には以下のようなものもある。
- ゼラント
- ゼーランド
- ジーランド
- ジーラント

この州名は、南太平洋の島国であるニュージーランドや、台湾島に築かれたゼーランディア城の命名の由来となった。

## 歴史
もともとホラント伯とフランドル伯の係争地だったが、1299年に最後のホラント伯が死去したことで収まった。その後、エノー伯領、バイエルン公国領を経て、1432年にネーデルラント17州の1州としてブルゴーニュ公国のフィリップ3世の領地となった。1477年、ブルゴーニュ公国が断絶すると17州はハプスブルク家の手に渡った。八十年戦争（オランダ独立戦争）ではユトレヒト同盟に与し、その結果ネーデルラント連邦共和国の一部となった。
現在のゼーラント州が成立したのは、1815年にネーデルラント連合王国が発足して以降のことである。
第二次世界大戦では、1940年6月から1944年11月までナチス・ドイツの占領下にあった。1944年にはスヘルデの戦いでワルヘレンの堤防が人為的に破壊されるなど、壊滅的な被害をこうむった。
1953年の北海大洪水では州内で1800人以上が犠牲となり、のちのデルタ計画に結びついた。

## 地理
スヘルデ川、ライン川、マース川河口の三角州からなるゼーラント州はほとんどが海抜ゼロメートル地帯で、干拓が繰り返されてきた歴史を持つ。もともとは一面の泥沼であったが、まず満潮時でも海面下に沈まない丘をつくり、それを堤防でつなぎ、のちに島をつくるという方法で現在のゼーラント州は形成された。
北海大洪水後のデルタ計画で数多くの橋やトンネル、ダムが建設され、州内の風景は一変した。2003年の西スヘルデトンネルの開通は、その総仕上げともいえるものであった。これは西スヘルデ川の両岸をむすぶ初めてのトンネルで、こうした建築物が従来のフェリーに取って代わっていた。

## 基礎自治体
ゼーラント州は、13の基礎自治体（ヘメーンテ）が属する。
| Municipalities in Zeeland |  | 1. ボルセレ (en:Borsele) 2. フス (en:Goes) 3. フルスト (en:Hulst) 4. カペレ (en:Kapelle) 5. ミデルブルフ (Middelburg) 6. ノールト＝ベーフェラント (en:Noord-Beveland) 7. レイメルスワール (en:Reimerswaal) 8. スハウウェン＝ドイフェラント (en:Schouwen-Duiveland) 9. スロイス (en:Sluis) 10. テルヌーゼン (en:Terneuzen) 11. トレーン (en:Tholen) 12. フェーレ (en:Veere) 13. フリシンゲン (en:Vlissingen) |